# Gurkväxter
Gurkväxter (Cucurbitaceae) är en familj bland trikolpaterna med över 800 arter i omkring 120 släkten. Till gurkväxterna hör bland annat gurka, melon och pumpa. 
Gurkväxterna kommer ursprungligen framför allt från världens tropiska områden, speciellt i Afrika och Asien. Vissa arter kan odlas på friland i tempererat klimat, men de blir inte naturaliserade där.
De flesta gurkväxtarterna är ettåriga, örtartade klängväxter, med ganska stora blommor. Blomfärgen är oftast gul. Frukten är i allmänhet ett bär som kan ha ett hårt skal. Några få arter har en kapsel istället för ett bär.
Ibland delas gurkväxtfamiljen upp i två underfamiljer, Cucurbitoideae och Zanioideae.